# Carl Gravenhorst (Jurist)
Carl Gravenhorst (* 27. Januar 1837 in Carrenzien, Amt Neuhaus, Kreis Bleckede; † 4. August 1913 in Lüneburg) war ein Jurist und Reichstagsabgeordneter.
Gravenhorst war Geheimer Justizrat und Obergerichtsanwalt in Lüneburg. Dort war er auch insgesamt 46 Jahre im Bürgervorsteher-Kollegium, davon 38 Jahre als „Wortführer“.
Von 1871 bis 1874 war er Mitglied des Deutschen Reichstags für den Wahlkreis Provinz Hannover 16 (Lüneburg-Winsen-Soltau-Bleckede).
Im Jahr 1900 wurde er zum Ehrenbürger von Lüneburg ernannt.